# Сандро из Чегема
«Сандро́ из Чеге́ма» — роман в рассказах Фазиля Искандера, который сам автор отнёс к жанру плутовского романа. Центральное произведение в творчестве писателя. 
Впервые одна из новелл цикла была опубликована в 1966 году. 
Первое журнальное издание в СССР, сильно купированное цензурой, вышло в свет в 1973 году, после чего Фазиль Искандер продолжил работу над циклом. Роман переведён на многие иностранные языки. 
В 1989 году за создание романа «Сандро из Чегема» писатель был удостоен Государственной премии СССР:603.

## История создания
В первой главе «от автора» писатель вспоминает о том, что идея книги, «воспевающей поэзию народной жизни», родилась у него ещё в детстве. Из Чегема родом была мать Искандера, и в детстве он провёл там много времени. Работа над произведением продолжалась много лет, дополняясь автобиографическими мотивами, новыми образами и подробностями, подсказанными самой жизнью.
Исследователи творчества Искандера не относили его к литературным диссидентам, таким как Александр Солженицын, однако судьба центрального произведения в творчестве писателя была трудной. 
В 1966 году после серии рассказов и стихотворных произведений Фазиль Искандер переходит к более крупной литературной форме — выходит его повесть «Созвездие Козлотура»:602. В этом же году на страницах газеты «Неделя» (литературное приложение к «Известиям») появилась одноимённая новелла «Сандро из Чегема»:226. После этого почти ежегодно в различных советских изданиях выходили отдельные новеллы будущего романа. 
Первая публикация его как самостоятельного произведения увидела свет в 1973 г. («Новый мир», № 8—11) и составила не более трети от написанного к тому времени материала, будучи сильно обрезана цензурой (в 1973 году в свет вышла целая плеяда знаковых для русской литературы произведений: «Москва-Петушки», «Школа для дураков», «Архипелаг ГУЛАГ», «Пикник на обочине», «Колымские рассказы» и другие).
Издательство «Ардис» осуществило публикацию полного текста «Сандро из Чегема» в 1979 и 1981 годах в США (перевод Сьюзан Браунсбергер). С началом Перестройки начали выходить ранее не печатавшиеся в полном объёме новеллы из романа («О, Марат!», 1988). 
Полное издание произведения на русском языке, в трёх томах, увидело свет в 1989 году.

## Сюжет
Роман образуют 32 новеллы в составе трёх книг. Новеллы не объединены линией общего сюжета, но рассказывают о судьбе главного героя Сандро Чегемского, его родственников, жителей Чегема. В романе повествуется история многих реальных исторических лиц: Иосифа Сталина (в романе его часто называют Большеусый), Нестора Лакобы, Ноя Жордания, принца Ольденбургского, а также вымышленных героев и даже целых вымышленных народностей (эндурцев и кенгурцев). Главный герой новеллы «Широколобый» — буйвол. Время действия простирается от дореволюционной истории до брежневской эпохи.
Истории романа — картины жизни Чегема, неспешной сельской жизни, любви, ненависти, мести и воздаяния. Большинство из них представляют собой рассказ от третьего лица — воспоминания много повидавшего на своём веку пожилого Сандро, которыми он делится с безымянным автором романа. Жанровая принадлежность историй весьма разнообразна: драма, сказка, притча, детектив.
Сандро — крестьянин, сын старого Хабуга и обитатель большого дома, прожил долгую жизнь, полную ярких событий. Не раз на него покушались. Он был любовником сванской княгини. Выступал в фольклорном ансамбле песни и пляски. Впоследствии дядя Сандро прославился как тамада — один из самых знаменитых в своих краях.
Место действия — главным образом, село Чегем. Село реально существовало — но ныне заброшено. Также события происходят в различных местах (вымышленных и реальных) Абхазии и Аджарии: Мухусе, Батуме, Кенгурске, Анастасовке. География реальных мест соблюдена и описана в романе достаточно точно:255. Важное место действия и неодушевлённое действующее лицо романа, вокруг которого кипит жизнь и разворачиваются события, — молельное дерево, древний орех, растущий с незапамятных времён на окраине села. Недаром последняя новелла романа, повествующая об угасшей жизни в Чегеме, рассказывает о конце молельного ореха, обрушившегося от старости. В этой же главе упоминается, что зачах чегемский родник, вода которого когда-то побудила старого Хабуга поселиться на этом месте.
Пристальное внимание в произведении уделено обычаям и абхазскому этикету, подтверждение которым можно также найти в абхазском кодексе моральных правил Апсуара и Нартском эпосе. Подробно описываются обычаи, связанные с родом, очагом, родственными отношениями. Очень важное значение в сюжете играют обычаи, связанные с кровной местью. Апофеозом истории о мести становится новелла о пастухе Махазе, убившем своего родственника за то, что тот обесчестил его дочерей.
Таким образом, в романе затронуты многие темы: детские воспоминания, сложное религиозно-этническое противостояние народностей, населяющих Кавказ, сталинские репрессии, коллективизация.
В романе прослеживается связь с другими произведениями и героями Искандера: «Стоянкой человека», романом-анекдотом «Созвездие Козлотура», циклом рассказов о Чике и другими произведениями:133.

## Персонажи романа
- Сандро — легендарный тамада, главный герой произведения
- Тётя Катя — жена Сандро
- Хабуг — отец Сандро
- Тали — дочь Сандро
- Кязым — бригадир сборщиков табака, брат Сандро
- Махаз — младший брат Кязыма и Сандро
- Кунта — сельский дурачок, пастух.

## Проблематика
Жанровую принадлежность произведения сложно определить однозначно, но прежде всего литературоведы относят роман к эпосу. Главный герой произведения — народ. Особое обаяние сюжетных перипетий в родоплеменном характере взаимоотношений у абхазцев, с обычаями вместо законов, в гармонии с природой. Для героев романа Бог — природа, а обряд причащения происходит за вкушением мамалыги и распитием вина. Фазиль Искандер в интервью говорил, что роман повествует о детстве человечества. Пётр Вайль, анализируя роман Фазиля Искандера, усмотрел близкую аналогию с замкнутым миром, изображённым в цикле о Йокнапатофе. Американский юг на переломе времён, описанный Уильямом Фолкнером, по духу очень близок к Чегему. Таким образом, роман происходит родом из народного эпоса и одновременно становится диалектическим разрушением эпоса.
Особый юмор, присущий только Фазилю Искандеру, естественен и составляет неотъемлемое целое с сюжетом. Критики сравнили его со стилем Марка Твена в «Приключениях Гекльберри Финна». Главный герой — хоть и крестьянин по происхождению, но читатель не так часто застанет его с мотыгой на грядке. Дядя Сандро — типичный образец хитреца, народного героя, который находит выход из любой проблемы и любую житейскую ситуацию обратит себе на пользу:602. Стихия дяди Сандро — это кавказское застолье и артистическое произнесение тостов. Двойственная природа романа проявляется в шуточных ситуациях, в которые попадают герои. Иллюстративен в этом смысле эпизод в новелле «Колчерукий». Поминки по умершему, который прожил долгую жизнь и оставил потомство, в понимании абхазцев не повод для печали. Это оживлённое и, по-своему, радостное событие — человек обманул смерть и заслуживает того, чтобы его проводили добрым словом. Смерть — оборотная сторона жизни в вечном круговороте.
Роман нельзя отнести к тем произведениям своего времени, которые откровенно бросали вызов цензуре и тоталитарному режиму. Однако за мягкой иронией и философским взглядом на мир явственно проглядывает сатирическое изображение власти и лидеров государства. Один из основных конфликтов — столкновение советского общества развитого социализма с патриархальным укладом абхазской провинции. 
Отчётливо различимая политическая и публицистическая подоплёка — важная составляющая романа, неотделимого от времени и общества. Вожди (Сталин, Берия, Хрущёв), которым уделено значительное внимание в сюжете романа, оказываются неожиданным образом противостоящими другой группе героев — простым крестьянам. В этом несоразмерном противопоставлении ещё раз проявляется плутовская, карнавальная составляющая произведения.
Ключевая особенность романа, необходимая для оценки влияния на советскую и российскую литературу, — его билингвистическая природа. Такие примеры в истории советской литературы известны: Чингиз Айтматов, Юрий Рытхэу и другие писатели, которые писали и на родном языке, но главным образом известны по своему творчеству на русском языке. Написанный по-русски роман воспевает прежде всего Абхазию и абхазцев. В нём рассказывается об обычаях, легендах, привычках коренных жителей «рая на земле» села Чегем. Пытаясь передать непереводимые понятия, автор вводит неологизмы, такие как, например, горевестник, кумхоз и другие. Парадоксальная природа произведения, уходящего корнями в классику как русской, так и абхазской литературы, в народный эпос, приносит читателю возможность познакомиться с произведением нового типа. Сплав многих жанров обогатил две культуры произведением, в котором рассказ о маленьком абхазском селе стал отражением катаклизмов и потрясений XX века, которые пережила большая страна.

Абхазия — идеальный эксперимент по стыковке доклассового общества с бесклассовым, древней морали с моральным кодексом, архаичного сознания с социалистической сознательностью. Искандер в Чегеме нашел не только кладезь фольклора, но и социальный эксперимент, действующую модель общества. Теперь есть Абхазия географическая, историческая и искандеровская, в которой он раскрывает «значительность эпического существования маленького народа»
— .

## Экранизации и постановки
Отдельные новеллы из цикла Сандро из Чегема экранизировались:
- 1969 — «Время счастливых находок» (фильм).
- 1986 — «Чегемский детектив», по новелле «Бригадир Кязым».
- 1989 — «Воры в законе», по мотивам новелл «Чегемская Кармен» и «Бармен Адгур».
- 1989 — «Пиры Валтасара, или Ночь со Сталиным», по мотивам новеллы «Пиры Валтасара».
- 1991 — «Расстанемся, пока хорошие», по мотивам новеллы «Дудка старого Хасана».
- 1992 — «Маленький гигант большого секса», по мотивам новеллы «О, Марат!».

Театральные постановки:
- 2012 — «Широколобый» — постановка труппы Хабаровского краевого театра драмы и комедии. Инсценировка/постановка/сценография Владимира Оренова.